# グリーゼ105
グリーゼ105（Gliese 105）或いはHR 753は、くじら座にある連星系である。太陽に近く、およそ24光年しか離れていない。しかし、近いにもかかわらず、最も明るい主星だけがかろうじて肉眼でみえるだけである。この星系には、惑星は発見されていない。

## 星系

### 発見
グリーゼ105は、20世紀の初め頃には二重星であることがわかっていた。明るい方の恒星はグリーゼ105 Aで、HR 753或いはHD 16160として知られていた。グリーゼ105 Aから東に165秒離れた位置にあるグリーゼ105 Bとは、固有運動が共通している連星である。
一方で、グリーゼ105 Aの固有運動には、およそ60年周期の揺らぎがあり、グリーゼ105 Bとは別の天体の重力による影響を受けていることが予想された。そして1995年、パロマー天文台60インチ望遠鏡と、ハッブル宇宙望遠鏡によって、グリーゼ105 Aから3.3秒離れた位置に、グリーゼ105 Cが直接検出された。グリーゼ105 Aとの位置関係や、グリーゼ105 Aの視線速度の測定から、グリーゼ105 Aとグリーゼ105 Cもまた連星で、グリーゼ105が三重連星系であることがわかった。

### 特徴
| 指標                 | 構成要素      | 構成要素                | 構成要素      |
| 指標                 | グリーゼ105 A | グリーゼ105 B           | グリーゼ105 C |
| -------------------- | ------------- | ----------------------- | ------------- |
| 視等級               | 5.81          | 11.66 （11.64 - 11.68） | 16.8          |
| 絶対等級             | 6.37          | 12.28                   | 17.40         |
| スペクトル型         | K3 V          | M4 V                    | M7 V          |
| 半径 (R☉)            | 0.8           | 0.26                    |               |
| 質量 (M☉)            | 0.80          | 0.26                    | 0.082         |
| 表面重力 log g (cgs) | 4.60          | 4.96                    |               |
| 自転速度 (km/s)      | 2.9           | < 2.4                   |               |
| 光度 (L☉)            | 0.26          |                         |               |
| 表面温度 (K)         | 4,825         | 3,390                   | 2,450         |
| 金属量 [Fe/H] (dex)  | -0.05         | -0.06                   |               |
| 色指数 B-V           | 0.97          | 1.61                    |               |
| 色指数 V-R           | 0.575         | 1.19                    |               |
| 色指数 V-I           | 1.07          | 2.79                    |               |

グリーゼ105星系を構成するどの恒星も、太陽より小さい。主星のグリーゼ105 Aは、K型主系列星で、質量は太陽の8割程度である。
グリーゼBは、グリーゼAからおよそ1,200AU離れており、公転軌道を一周するのに3万7000年はかかるとみられる。グリーゼ105 Bは、質量が太陽の4分の1程度の赤色矮星である。また、りゅう座BY型変光星でもあり、明るさは11.64等から11.68等まで変化し、くじら座BX星という変光星名を付与されている。
グリーゼ105 Cとグリーゼ105 Aとの実距離は、発見から数年ではおよそ24AUと推定された。しかし、グリーゼ105 Cは、グリーゼ105 Aの位置を揺らがせているとみられ、その運動の様子からグリーゼ105 A-Cの系はとても細長い楕円軌道をとっており、離心率が0.75にもなるとみられる。この場合、軌道長半径は15AUと推定され、公転周期はおよそ60年である。グリーゼ105 Cは、非常に暗い赤色矮星で、質量は太陽の1割未満と核で水素の核融合が生じる限界に近い大きさしかないとみられる。可視光での明るさは、太陽のわずか10万分の1程度で、1AUの距離からみたとしても満月の4倍程度の明るさしかないと予想される。